# Rio Meguro

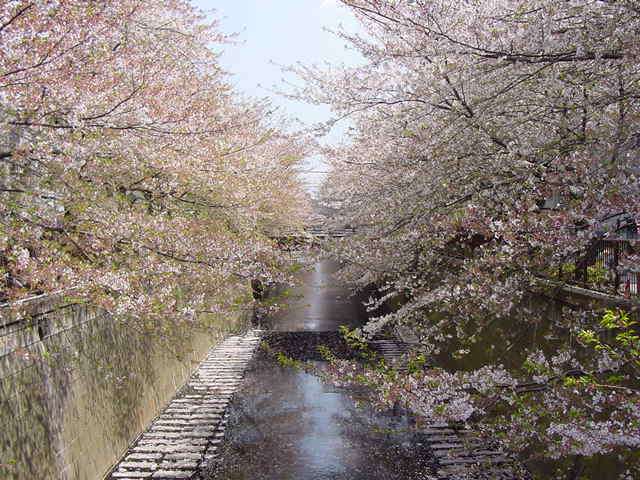
Flores de cerejeira às margens do rio Meguro

O Rio Meguro é um rio que corta os bairros de Setagaya, Meguro e Shinagawa em Tóquio, Japão.
As cerejeiras à margem deste rio no bairro de Meguro são consideradas como especialmente bonitas, atraindo muitos turistas todos os meses durante a primavera.

## Ligações Externas
- Site do Centro Administrativo de Setagaya sobre o rio Meguro (em japonês)